# Templo de San Juan del Río
El Templo de San Juan del Río es un templo religioso de culto católico que pertenece a la jurisdicción eclesiástica de la Arquidiócesis de Puebla de los Ángeles, bajo la advocación de San Juan Bautista.

## Historia
El templo de San Juan del Río acogió a las diversas poblaciones indígenas provenientes de Huejotzingo, Cholula, Tlaxcala y Tepeaca quienes acudieron a trabajar en la fundación de la Ciudad de Puebla y por ello radicaban en dicha ciudad. Los franciscanos se dieron a la tarea de construir una pequeña capilla para llevar a cabo la instrucción religiosa en poblaciones indígenas, ésta se encontraba anexa a su parroquia, la cual se vio rebasada en su capacidad rápidamente.  De esta forma, se construye una ermita sencilla con el objetivo de ser utilizada por los tlaxcaltecas que habitaban la zona, que en ese entonces era conocida como "Tlaxcaltecapan", posteriormente su nombre fue modificado por “El Alto”, con advocación a San Juan Bautista. Más adelante, con el crecimiento de la población indígena la ermita ya no tenía capacidad suficiente, motivo por el cual en el año de 1626, Benito Conte Labaña donó un terreno para que se ampliara la ermita, que años más tarde se convertiría en templo, conservando su uso y advocación. Debido a su ubicación al lado de los cauces secos del río, los cuales en temporada de lluvias se saturaban debido al flujo de agua que bajaba del cerro, provocando corrientes, se le asigno el nombre de San Juan del Río, asociado a la semejanza de que San Juan Bautista hacia predicación y bautismo en el río Jordán.

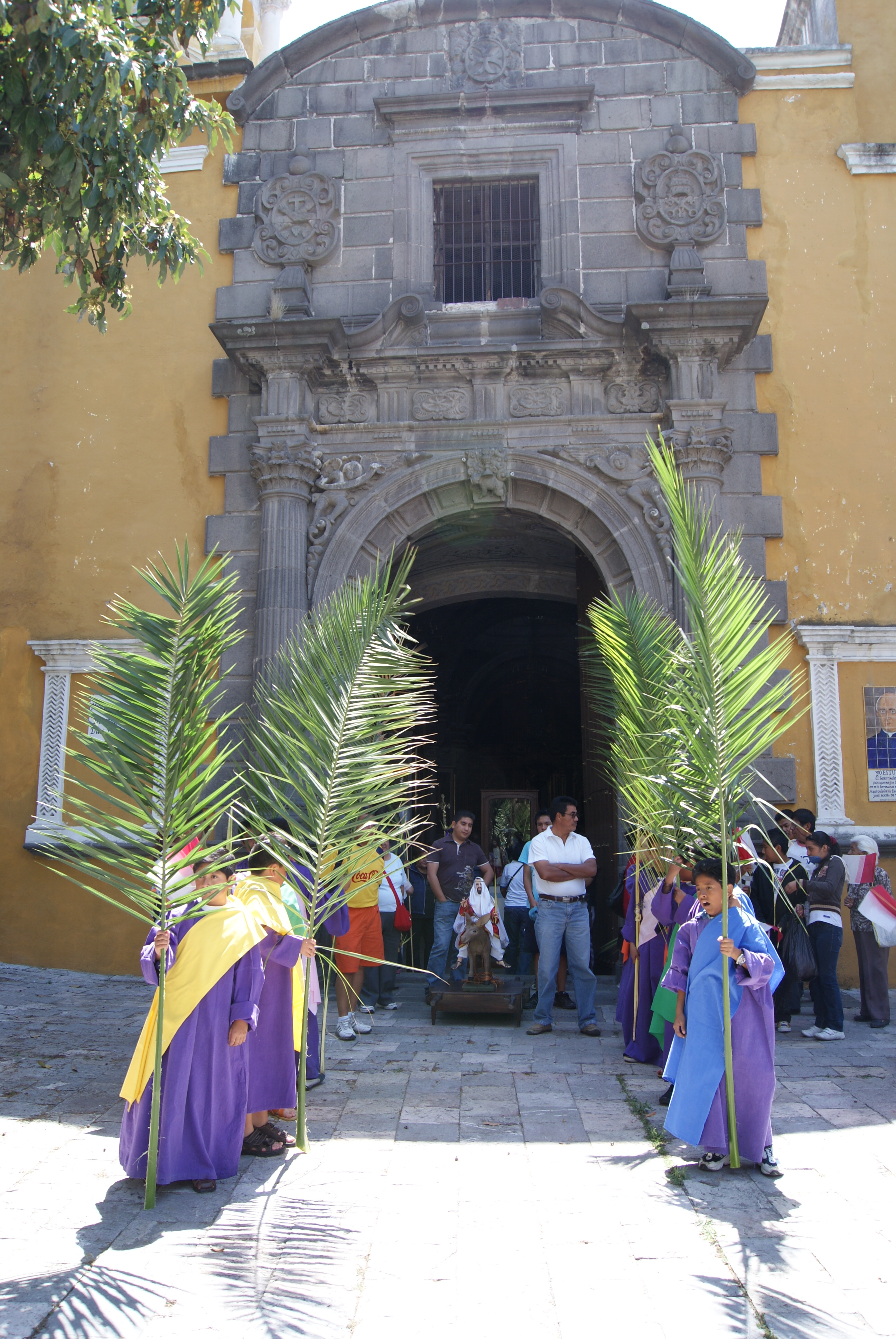
Templo de San Juan del río en Semana Santa Exterior

El 17 de enero del año de 1641, Juan de Palafox y Mendoza ordena a los franciscanos entregar el control de San Juan del Río al clero secular, por lo que pasó a ser parte de la parroquia de San José. Para el año de 1682, el obispo Manuel Fernández de Santa Cruz instituye la construcción de la parroquia de la Santa Cruz, y una vez más San Juan del Río pasa a otra jurisdicción. Anales de San Juan del Río detallan de manera descriptiva la vida del barrio tlaxcalteca y en específicamente la edificación de la iglesia. Debido a que, en el barrio vivían algunos indígenas panaderos de renombre, se volvió un barrio muy prestigioso a causa de su tradición panadera y abundantes duraznos. Este espacio donde se ubicaba el barrio, abarca toda la cuadra, tiene un atrio gigantesco y áreas verdes, que en algún momento fungieron como espacio fosal.
A lo largo de los siglos XVII y XVIII, las capillas del Vía Crucis eran procesionales y en la zona era común dicha práctica, sin embargo aunque el templo de San Juan del Río no pertenece al conjunto pasionario, lo rodeaban para concluir los 1321 pasos que se dice Cristo camino de Pretorio hasta el Gólgota, el Calvario.

## Arquitectura

### Fachada
Su fachada está labrada en cantera, al pie lleva inscrito "29 de noviembre de 1687" que es la fecha de culminación del templo , en la parte central se observa que tiene la figura de un cordero con un cáliz y una hostia, haciendo alusión a la expresión de San Juan Bautista: “He aquí el cordero de Dios. Asimismo, se observan la tiara papal y el escudo franciscano.

## Interior
Su interior se encuentra decorado sobradamente con trampantojos y elementos vegetales en argamasa. En el fragmento superior se preservan un conjunto de pinturas en hilera, de los doce apóstoles, por otra parte hay arcángeles en las pechinas del crucero, que portan símbolos de San Juan Bautista:  el libro de los Siete Sellos, la charola con su cabeza y el Cordero, el estandarte con la Cruz que tiene inscrito en latín Agnus Dei, qui tollis peccata mundi, que significa: “He aquí el cordero de Dios que quita los pecados del mundo”.
A un costado del templo se encuentra unida una cruz de cantera grabada con símbolos pasionarios, siendo esta la cruz atrial original de San Francisco, que fue trasladada para la evangelización indígena. En los laterales hay resaltantes altares de estilo neoclásico, que conservan esculturas, pinturas y nichos, entre estos, se puede notar la cabeza de San Juan
Bautista, que de acuerdo a los habitantes del barrio tiene gran fama ya que, le adjudican conceder muchos milagros.
En la parte central de las bóvedas hay 3 medallones tallados que simbolizan a San Miguel Arcángel, la Inmaculada Concepción y San Juan Bautista Por otra parte una de las capillas laterales contiene una serie de cuadros que hacen alusión a la vida de San Juan Bautista.